# Casa Nova del Vendrell
La Casa Nova del Vendrell és una masia de Tona (Osona) inclosa a l'Inventari del Patrimoni Arquitectònic de Catalunya.

## Descripció
És un edifici de tres cossos, el central més alt, coberts a doble vessant (el central) i a una sola (els laterals). La porta d'entrada, malgrat les modificacions recents, conserva la llinda d'un sol carreu de pedra i els carreus dels brancals. Les obertures semblen col·locades molt arbitràriament i són de petites dimensions. Igual que moltes altres cases de la comarca, a la part frontal de la casa hi han construït una lliça rodejada de petites habitacions, inicialment pel bestiar. A la part posterior hi han afegit un garatge.

## Història
Correspon al tipus de construcció de nova planta que durant el segle xviii era molt comú a tota la comarca en una època d'eufòria constructiva i prosperitat econòmica. Però les modificacions que ja sofert recentment, encara que no han afecta majoritàriament l'estructura sí que han canviat la fisonomia, fet no gaire corrent a Tona.